# Gabriel Grüner
Gabriel Grüner (* 8. August 1963 in Mals, Südtirol, Italien; † 13. Juni 1999 in Brazda, Mazedonien) war Reporter für das Magazin Stern.

## Leben
Grüner studierte an der Universität Innsbruck Germanistik und Geschichte und absolvierte die Henri-Nannen-Schule in Hamburg. 1991 wurde er Reporter im Auslandsressort des Stern. Grüner berichtete von den Brennpunkten der Welt, beispielsweise Afghanistan, Algerien, dem Sudan und immer wieder von der Balkanhalbinsel.
Im Juni 1999 war Grüner für den Stern im Kosovo unterwegs. Am 10. Juni wurde der Kosovokrieg offiziell beendet. Am 13. Juni wurden Grüner und seine Kollegen, der Fotograf Volker Krämer und der Übersetzer Senol Alit auf dem Dulje-Pass in der Nähe von Prizren beschossen. Krämer und Alit starben sofort. Grüner wurde von Mitarbeitern von Ärzte ohne Grenzen lebend gefunden. Sie brachten ihn zu einem britischen Posten ins Dorf Stimlje unterhalb des Passes. Von dort transportierte ihn ein kanadischer Militärhubschrauber in das Feldlazarett bei Skopje. Grüner erlag dort noch am selben Tag seinen Verletzungen. Er hinterließ seine Lebensgefährtin, die Journalistin Beatrix Gerstberger, die von ihm ein Kind erwartete.

## Tod
Laut Recherchen des Stern wurden Grüner und seine Kollegen von dem Russen Alexander T. ermordet, der sich als Freiwilliger zur serbischen Armee gemeldet hatte. Er war auf der Flucht vor der KFOR und traf auf dem Dulje-Pass, auf dem sich eine serbische Panzer-Stellung befand, zufällig auf die drei. Alexander T. ist laut Aussage der Stern-Reporter, die über die Morde recherchierten, ein fanatischer Albanerhasser und glaubte irrtümlich, mit Senol Alit einen Albaner vor sich zu haben (in Wirklichkeit war er Mazedonier). Außerdem soll T. die Journalisten für die serbische Niederlage verantwortlich gemacht haben. Auf dem Auto von Grüner, Krämer und Alit stand groß TV. Selbst zum Entsetzen der anwesenden serbischen Soldaten schoss T. mit einer Kalaschnikow auf das Auto der drei, zerrte sie hinaus und setzte seine Flucht fort. Gegen T. wurde ein internationaler Haftbefehl ausgestellt, bislang jedoch ohne Erfolg.

## Gabriel-Grüner-Stipendium
Die Reporter-Agentur Zeitenspiegel initiierte noch im Jahr 1999 das mit 6000 Euro dotierte Gabriel-Grüner-Stipendium, das die Erinnerung an den Stern-Reporter am Leben halten soll. Jedes Jahr stellt man auf diese Weise einem Reporter und einem Fotografen die Mittel bereit, um eine gemeinsame engagierte Reportage auszuarbeiten, die ohne finanzielle Hilfe nicht zu verwirklichen wäre. Die Bewerbung, Vorschläge und Arbeitsproben der Journalistenteams werden bis zum 15. Januar eines Jahres angenommen, die Bekanntgabe der Sieger mit dem überzeugendsten Exposé erfolgt dann zumeist Anfang März und die Preisübergabe im Mai. Bis spätestens Ende November muss die ausgewählte und prämierte Arbeit fertiggestellt sein.